# Zinaida Mazheyka
Zinaida Yakovlevna Mazheyka (Orsha, 6 de diciembre de 1933 – Minsk, 8 de marzo de 2014) fue una etnomusicóloga y directora de fotografía bielorrusa. Considerada la fundadora de la etnomusicología bielorrusa, centró principalmente su investigación en el folclore de las canciones bielorrusas.

## Trayectoria
Mazheyka nació el 6 de diciembre de 1933 en Orsha, Bielorrusia. En 1952 se licenció en Periodismo por la Universidad Estatal de Bielorrusia dentro de la Facultad de Filología. En 1954 empezó a trabajar en una escuela de música de Minsk, donde permaneció hasta 1958. En 1956, se licenció en la Escuela Superior de Música de Minsk, donde trabajó como profesora entre 1958 y 1962. En 1961 se graduó en Historia y Teoría de la Música en la Academia Bielorrusa de Música de Minsk.
Inició su carrera como investigadora en 1962 en el Instituto de Historia del Arte, Etnografía y Folklore de la Academia Nacional de Ciencias de Bielorrusia, donde trabajo durante 50 años. Tras un primer periodo hasta 1963, realizó estudios de posgrado en el mismo instituto entre 1963 y 1966. A partir de 1966, retomó su labor investigadora y en 1971 fue nombrada investigadora principal de la academia, cargo que desempeñó hasta 2011. Su investigación principal se centró en la clasificación sistemática del folclore musical bielorruso, abordando sus características territoriales y sociológicas. Se dedicó a recopilar, analizar y documentar las canciones tradicionales de diversas regiones de Bielorrusia, como Palessia y Paazerya. Grabó canciones populares y lanzó dos colecciones de música folklórica en 1986 y 1990.
Mazheyka, además de publicar monografías sobre estas tradiciones musicales, utilizó grabaciones de campo para crear documentales que capturaran la esencia de la música bielorrusa, colaborando estrechamente con el estudio cinematográfico Belarusfilm. Entre sus obras cinematográficas se encuentran títulos como "Polessky kalacc" y "Pranas, the Almighty, the cloud", por los cuales, junto con Nina Sava y Oleg Shklyarevskii, recibió el Premio Estatal de la República de Bielorrusia en 1994.
Mazheyka murió en Minsk el 8 de marzo de 2014, a la edad de 81 años.

## Obra

### Monografías
- 1971 - Song culture of the Belarusian Palessia (Песенная культура беларускага Палесся)
- 1981 - Songs of the Belarusian Paazerya (Песні беларускага Паазер'я)
- 1985 - Songs of the Belarusian Palessia (Песні беларускага Палесся)
- 1985 - Calendar-song culture of Belarus: experience of systematic and typological research (Каляндарна-песенная культура Беларусі: вопыт сістэмна-тыпалагічнага даследвання)

### Libros
- 1997 - Etnomusicología bielorrusa: Ensayos sobre la Historia (siglos XIX-XX). (Беларуская этнамузыкалогія: Нарысы гісторыі (ХІХ-ХХ ст.ст.) )

### Películas
- 1972 - Poleskie Christmas (Палескія калядкі)
- 1979 - Voice of the Ages (Голоса веков)
- 1982 - Memory of the Centuries (Память столетий)
- 1986 - Polesskie Svadby (Полесские свадьбы)
- 1990 - Carry the Cloud, God (Пранясі, божа, хмару)
- 1993 - Crooked Evenings (Крывыя вечары)
- 1999 - Movement of the Earth (Рух зямлі)

## Reconocimientos
Zinaida Yakovlevna Mazheyka fue reconocida con el título de Artista de Honor de Bielorrusia en 1987. Fue galardonada con el Premio Boris Asafyev en el campo de la musicología en 1991 y el Premio Estatal de Bielorrusia en 1994. En 1988, recibió el Gran Premio de la UNESCO por su trabajo en la preservación del folclore bielorruso auténtico.
En 2001, la vida y trayectoria de Zinaida Mazheyka fueron llevadas a la pantalla en el documental Y cantaré mi canción hasta el final (А я песню сваю дапяю). Esta producción rinde homenaje a su labor como investigadora y etnomusicóloga, destacando su compromiso con la preservación del folclore bielorruso.